# Ljubo Ivančić
Ljubo Ivančić, hrvaški slikar, * 18. januar 1925, Split, † 21. april 2003, Zagreb.
V Zagrebu je končal Akademijo likovnih umetnosti. Njegov osebni slikarski slog se nagiba proti informelu.
Leta 1955 je prejel nagrado na prvem sredozemskem bienalu v Aleksandriji.